# Nazareth
Pour les articles homonymes, voir Nazareth  (homonymie).

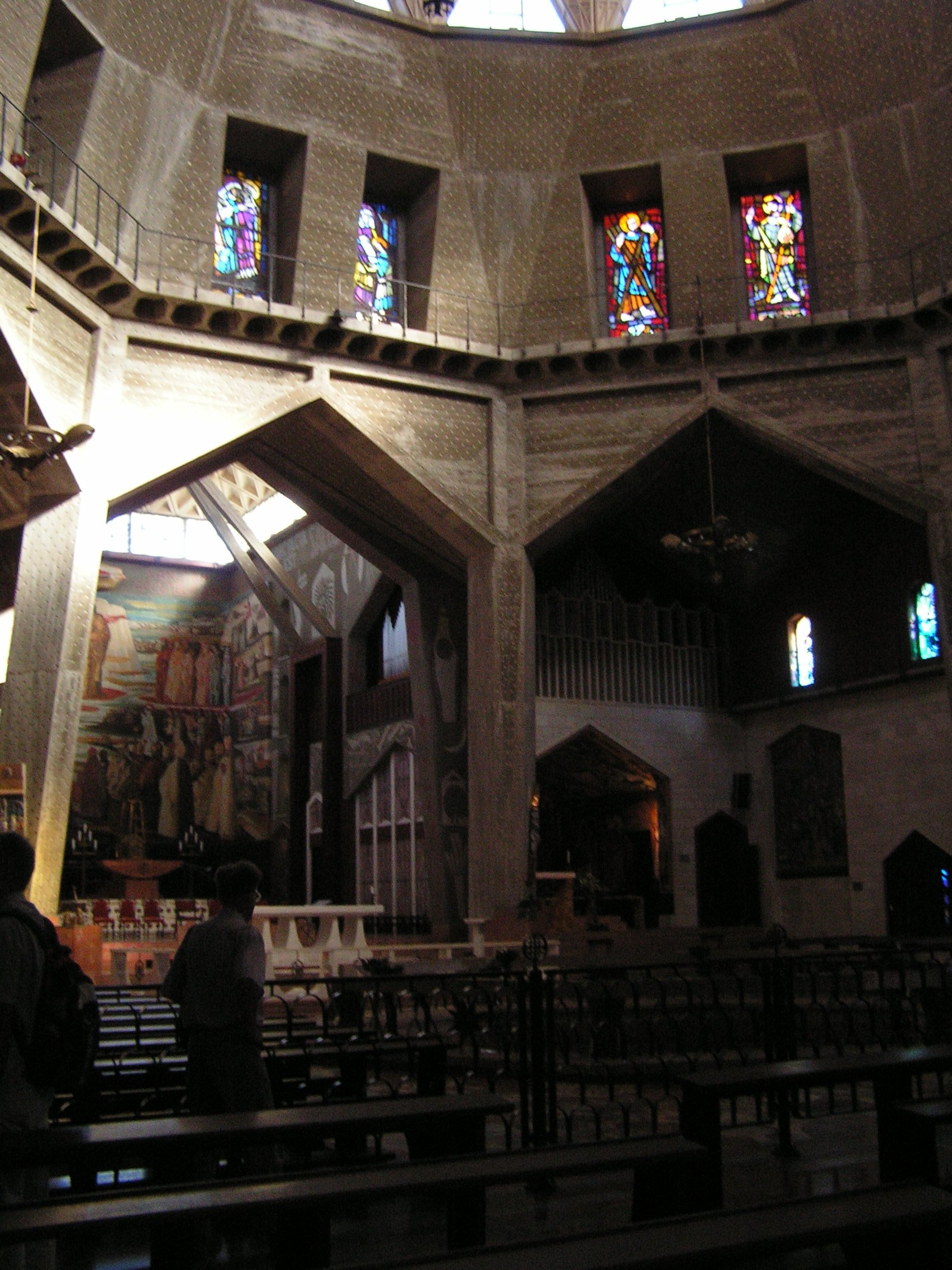
L'intérieur de la basilique catholique de l'Annonciation.

Nazareth (en hébreu : נצרת, Natzrat ; en arabe : النَّاصِرَة, an-Nāṣira) est une ville du nord d'Israël, en Galilée. C'est la plus grande ville arabe du pays avec 78 007 habitants en 2022, principalement musulmans et chrétiens.
La tradition chrétienne fait de Nazareth la ville de Joseph et de Marie, et de l'enfance de Jésus-Christ.
À Nazareth, la basilique de l’Annonciation (catholique) est la plus grande des églises du Moyen-Orient. Elle a été inaugurée en 1964 par le pape Paul VI et consacrée en 1969. Elle est bâtie sur le site d’églises plus anciennes, elles-mêmes édifiées sur une grotte identifiée comme celle de l’Annonciation.
En 1956, les autorités israéliennes ont créé à côté de Nazareth une ville nouvelle, appelée d'abord Nazareth Illit (en français Nazareth haute), puis Nof Hagalil en 2019. Cette ville nouvelle avait pour but de « judéiser » le secteur de Nazareth, qui était après la création de l'État d'Israël en 1948 un secteur entièrement peuplé d'Arabes, qui étaient chrétiens à plus de 66 % et le reste étant musulman. En 2009, la population arabe de Nazareth était à 69 % musulmane et à 31 % chrétienne.
La région métropolitaine de Nazareth compte 210 000 habitants, dont 85 000 juifs.

## Toponymie
En dehors des indications néo-testamentaires, la première mention épigraphique en hébreu de Nazareth se trouve dans une liste gravée entre la fin du IIe siècle et le IVe siècle de notre ère, retrouvée dans une synagogue antique à Césarée maritime. L'étymologie du lieu, qui a donné lieu à des théories diverses, reste actuellement débattue.
Nazareth — qui s'écrit « נצרת » (Natzareth) en hébreu — pourrait dériver de la racine nāșar qui signifie en hébreu « celui qui observe », « celui qui garde », un hypothétique témoignage de la situation du village établi à une altitude de 400 m, surplombant la plaine d'Esdrelon et les routes commerciales qui la traversent. Une origine araméenne dérivant du mot naserat qui désigne une « tour de garde » pourrait aller dans le même sens. L'hébreu nāșar pourrait également, dans sa forme passive, signifier « protégée », « préservée », en référence à l'implantation isolée du site. Une interprétation de la même racine est parfois proposée comme « celui qui observe [la Loi] ».
Une autre approche propose la racine netzer, le « rameau » ou le « surgeon », dans le sens de « la Branche [qui portera le fruit] » ou encore le « rejeton » (d'Israël), en référence une prophétie d'Isaïe (11:1) affirmant « qu'un rejeton sortira de la souche de Jessé, un surgeon poussera de ses racines ». Cette référence témoignerait de l'espérance des fondateurs de Nazareth — des colons de retour d'exil babylonien et se réclamant de la lignée de « David » — d'y voir naître ce « rejeton » messianique promis à un avenir glorieux.
Une troisième hypothèse relie Nazareth à la racine araméenne nzr qui signifie « vœu ». Elle pourrait témoigner des vœux caractérisant les pratiques d'une communauté appelée les Nazirs — des ascètes « qui se vouent [à Dieu] » — et qui aurait fondé la localité.

## Histoire

### Archéologie
Aux alentours du village, on note la présence de restes humains du Paléolithique (entre 750 000 et 350 000 av. J.-C.). À l'emplacement du village, des restes de la fin du IIIe millénaire av. J.-C. subsistent. Un matériel abondant du IIe millénaire av. J.-C. consiste en vases d'argile, scarabées, albâtre.
Le site est occupé au Bronze moyen II, puis à l'âge du fer jusqu'au VIIe siècle av. J.-C.. À l'âge du fer, des sépultures sont déplacées en dehors de la zone de la colline, preuve que le flanc méridional de la colline sert désormais de lieu d'habitation. Dans les limites du village, des céramiques de l'âge du fer ont été trouvées dans des zones diverses.
Il faut ensuite attendre la période hellénistique, au plus tôt au IIe siècle av. J.-C., pour retrouver des restes archéologiques. Les campagnes de fouilles menées depuis les années 1960 et poursuivies dans les années 2000 attestent d'une occupation continue du site entre le début du Ier siècle et la première moitié du VIIe siècle.
On ignore le nom du lieu à ce moment, qui n'est jamais cité dans l'Ancien Testament, ni dans le Talmud, ni chez Flavius Josèphe. Cette absence peut traduire la taille modeste de l'agglomération, qui semble trouver un écho dans un passage de l'Évangile selon Jean interrogeant : « Que peut-il venir de bon de Nazareth ? ».

#### Premier siècle après J.-C.
Les fouilles menées à Nazareth depuis la fin du XXe siècle font apparaître un village sans fortifications, comptant de 200 à 400 âmes. Il est constitué de maisons rustiques standards, proches les unes des autres, où cohabitent les hommes et les animaux, et qui comprennent une cour et s'articulent généralement de manière multifonctionnelle . Ces constructions semblent attester d'un corps social connaissant peu de stratifications, laissant entrevoir une vie villageoise qui, au-delà de la sphère familiale ou clanique, est marquée par les travaux saisonniers communs et l'entraide, dans une gestion ayant peu d'interactions avec l'extérieur.
Contrairement à des théories longtemps entretenues qui présentent les villages galiléens comme « les refuges d'un traditionalisme ennuyeux », les sources locales attestent au contraire pour Nazareth, située à un peu moins de 6 km de la ville de Sepphoris, d'une activité flexible et compétitive, réunissant vignes, oliveraies, agriculture et bétail et possédant des ateliers d'artisanat.
La population, caractérisée par un fort taux d'analphabétisme, compensé par la présence d'experts ou de fonctionnaires, parlait essentiellement l'araméen et développait une culture orale. Les fouilles archéologiques n'ont pas décelé de trace de routes pavées, de bâtiments publics, d'objets d'art ou de fresques, pas plus que de synagogue datant du Ier siècle. Cette lacune ne confirme pas la mention dans le Nouveau Testament d'un tel sanctuaire où Jésus aurait prêché. Cette citation a néanmoins permis à quelques exégètes d'avancer l'existence d'une petite synagogue contemporaine de Jésus.
Si aucune synagogue n'a encore été trouvée dans des villages galiléens de Nazareth et de Bethsaïde, des fouilles archéologiques menées depuis le tournant du XXIe siècle ont mis au jour de tels lieux de cultes datant du Ier siècle, voire plus tôt, notamment à Qiryat Sefer, à Khirbet Qana, et à Magdala.
En 2015, l'archéologue britannique Ken Dark découvre une maison taillée dans un flanc de colline calcaire. Il affirme, dans une annonce médiatique qui laisse les chercheurs sceptiques, que si aucun élément archéologique ne permet d'affirmer qu'il s'agit de la maison d'enfance de Jésus, rien ne l'infirme non plus.

#### Période romaine
Le village grandit surtout à partir de la fin du Ier et au IIe siècle. C'est probablement une conséquence du départ de Judée de populations visées par la répression à la suite des révoltes de 66-70 et de 135. Une inscription découverte à Césarée et datée du IIIe ou IVe siècle liste une série de vingt-quatre ordres sacerdotaux. Le dix-huitième ordre, celui des « Hapsitets », se serait réfugié à Nazareth après la destruction du Temple. Au IIe siècle, Nazareth est sans doute un village entièrement juif, complété d'une présence sacerdotale d'origine judéenne.
Le Midrash Qohelet (Qohelet Rabba 2, 8), rédigé au VIe siècle, la décrit comme une ville sacerdotale juive dès le IIe siècle. Au tournant du IVe siècle, Eusèbe de Césarée et Épiphane de Salamine décrivent une agglomération qui ne compte « ni païens, ni samaritains, ni chrétiens » au sein de sa population. La littérature rabbinique ne parle pas de Nazareth. La première occurrence du nom dans les écrits juifs apparait dans un hymne attribué au lettré Eléazar Hakalir, et daté des environs du VIe ou du début du VIIe siècle, bien qu'il repose peut-être sur une tradition remontant au IIIe siècle. On trouve également le nom dans le Talmud de Babylone, associé à celui de Jésus : Yeshu ha-Notzri, pour « Jésus de Nazareth ».

### Jésus et Nazareth
Absente de la Bible hébraïque et de tout texte antérieur au Ier siècle de notre ère, Nazareth apparaît à travers le Nouveau Testament. Celui-ci associe le nom du village au personnage de « Jésus » et en fait sa « patrie », son berceau familial, et le situe en Galilée. Les évangiles s'accordent pour faire de Nazareth le lieu de résidence de la famille de Jésus — ses parents Joseph et Marie, et les « frères de Jésus » — ainsi que le lieu d'où Jésus est originaire et où il a grandi jusqu'à son ministère public. Les évangiles font naître Jésus à Bethléem en Judée, sans qu'il soit possible de le prouver.
Cette dernière question reste débattue au XXIe siècle. Elle partage les chercheurs entre ceux qui optent pour une naissance à Nazareth, ceux qui l'excluent sans proposer un lieu particulier et encore ceux qui optent pour une naissance à Bethléem. Cette dernière est parfois écartée sans solution de substitution. D'autres lieux ont été suggérés, sans compter quelques théories isolées.
Dans le Nouveau Testament, le nom de Nazareth (Ναζαρέθ, Ναζαρέτ ou Ναζαρά) apparaît neuf fois comme toponyme, et trois fois pour préciser l'origine de Jésus. Le qualificatif de « nazaréen », parfois traduit « nazôréen » ou « nazarénien », se retrouve dix-neuf fois sous la double orthographe « nazôraios » (Ναζωραῖος) et « nazarènos » (Ναζαρηνός) , essentiellement pour préciser le nom de Jésus. Les chercheurs ne voient pas d'obstacle philologique pour faire dériver ces deux qualificatifs du nom du village de Nazareth. Toutefois, si un large consensus chez les spécialistes fait dériver la seconde orthographe du toponyme — à rendre alors par « Jésus de Nazareth » ou « le Nazaréen » — c'est loin d'être le cas pour la forme « nazôraios ». Celle-ci a fait l'objet de multiples travaux et débats : le terme Ναζωραῖος comporterait une connotation plus religieuse, voire se rapporte à une secte pré-chrétienne, peut-être baptiste, à laquelle Jésus aurait pu appartenir.

### Pèlerinages
Malgré son importance dans la tradition chrétienne, le village n'est pas devenu tout de suite un lieu de pèlerinage chrétien. C'est après la conversion de l'Empire romain au christianisme, et le développement des pèlerinages qui s'ensuit, que les premières constructions chrétiennes apparaissent. Le premier lieu de culte y est construit aux alentours du IVe siècle par Hélène, la mère de l'empereur Constantin Ier. Le village de cette époque est modeste, centré sur les activités agricole, et s'étend sur environ quatre hectares. 
Au VIe siècle, un pèlerin anonyme originaire de Plaisance décrit la visite qu'il fait à la synagogue de Nazareth. Il parle d'un banc miraculeux sur lequel Jésus se serait assis, ainsi que d'un exemplaire de la Loi qui lui aurait servi pour la lecture. Cette synagogue est identifiée par certains spécialistes comme un lieu de culte judéo-chrétien ou « nazaréen ». Elle témoigne en tout cas d'une bonne coopération entre juifs et chrétiens locaux au profit de l'activité touristique engendrée par les pèlerins. Un siècle plus tard, le pèlerin Arculfe y décrit « deux églises très vastes. L'une, au milieu de la ville, bâtie sur deux voûtes, a été construite en ce lieu où fut nourri le Sauveur… L'autre église a été bâtie au lieu où était la maison dans laquelle l'archange Gabriel vint trouver Marie pour lui annoncer la naissance du Christ ». La tradition y fixe la « maison de Marie » et correspond probablement à la basilique de l'Annonciation dans laquelle on a trouvé trace des restes de mosaïques byzantines portant des inscriptions en grec.

### Sanctuaires
Lors de la première croisade, Nazareth est le siège de violents combats avant d'être conquise par les croisés en 1099. Les lieux de culte chrétiens y sont alors en ruines et le chevalier sicilo-normand Tancrède, devenu prince de Galilée, en fait sa capitale. Il ordonne la construction d'une cathédrale en amont de la grotte située au centre de la ville. Elle constitue le plus grand bâtiment construit par les croisés, mais elle est endommagée par le tremblement de terre de 1102.
La protection des lieux est confiée à l'ordre du Temple aux XIIe et XIIIe siècles. Les pèlerins peuvent se rendre dans ces lieux durant de longues années, mais la chute de Saint-Jean-d'Acre (Akko) et l'expulsion des croisés de Palestine (1291) met fin aux pèlerinages. La ville est alors détruite par les Mamelouks. 
Au début du XVIe siècle, les Ottomans dominent la région. Ils en expulsent les chrétiens et il faut attendre le règne de l'émir du Liban Fakhr-al-Din II (1590-1635) pour qu'ils puissent à nouveau s'y rendre. À la suite des accords entre Henri IV et le monde ottoman, les chrétiens sont encouragés à s'installer dans la ville, qui devient une cité importante de la région. Des moines franciscains s'y installent en 1620 et sont autorisés à bâtir un monastère et une église à proximité de la grotte de l'Annonciation. Mais, soumis aux raids de bédouins qui rendent difficile l'accès à cet établissement, les moines font appel au patriarche maronite du Liban pour trouver des ouvriers qui vont constituer la nouvelle population chrétienne du site, avec des chrétiens arabes gréco-orthodoxes, encouragés à y implanter leurs propres lieux de culte.
La chute de Fakhr ad-Din et les raids bédouins ont raison de cette nouvelle implantation. Il faut attendre le règne du sultan Dahir al-Umar pour que la ville, qui a décliné entretemps, soit à nouveau sécurisée. En 1730, l'ordre des Franciscains obtient du sultan ottoman un firman afin de reconstruire un nouveau lieu de culte, qui survit jusqu'en 1955. À cette date, il est détruit pour permettre la construction de la basilique actuelle.

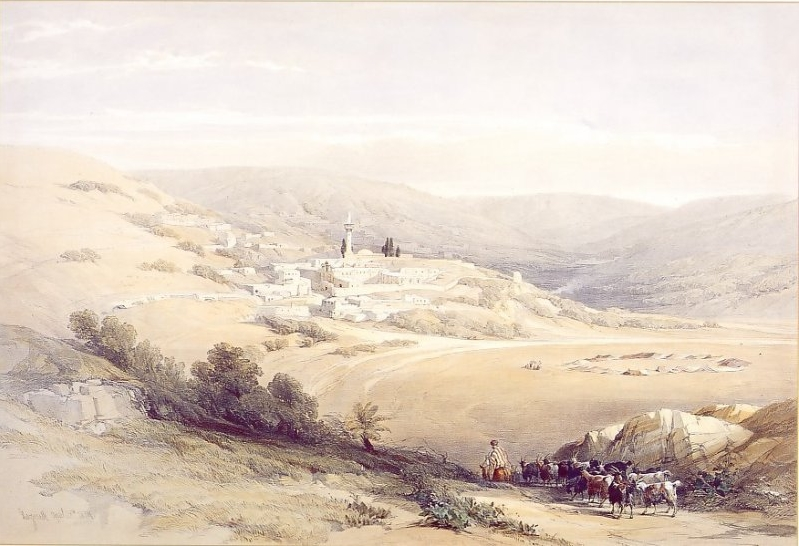
Nazareth en 1842 (David Roberts).

Les travaux sont confiés à l'architecte Giovanni Muzio, qui édifie un ensemble sur deux niveaux. Le premier contenant la grotte et le second, une nef centrale inspirée des plans de la cathédrale croisée du XIIe siècle. Aujourd'hui, Nazareth est l'un des sanctuaires chrétiens les plus importants du Moyen-Orient.
À côté de cette basilique se trouve l'église Saint-Joseph, sur le site traditionnellement connu comme la « maison de la Sainte Famille » et l'atelier de charpenterie de Joseph. Des fouilles archéologiques situeraient la maison de Joseph, dite aussi maison d'enfance de Jésus sous le couvent des religieuses de Nazareth. Connue depuis les années 1880, cette maison est fouillée depuis 2006 par l'archéologue Ken Dark qui considère que les ruines de cette habitation datant du Ier siècle av. J.-C. furent vénérées très tôt car incorporées dans des églises byzantines successives.

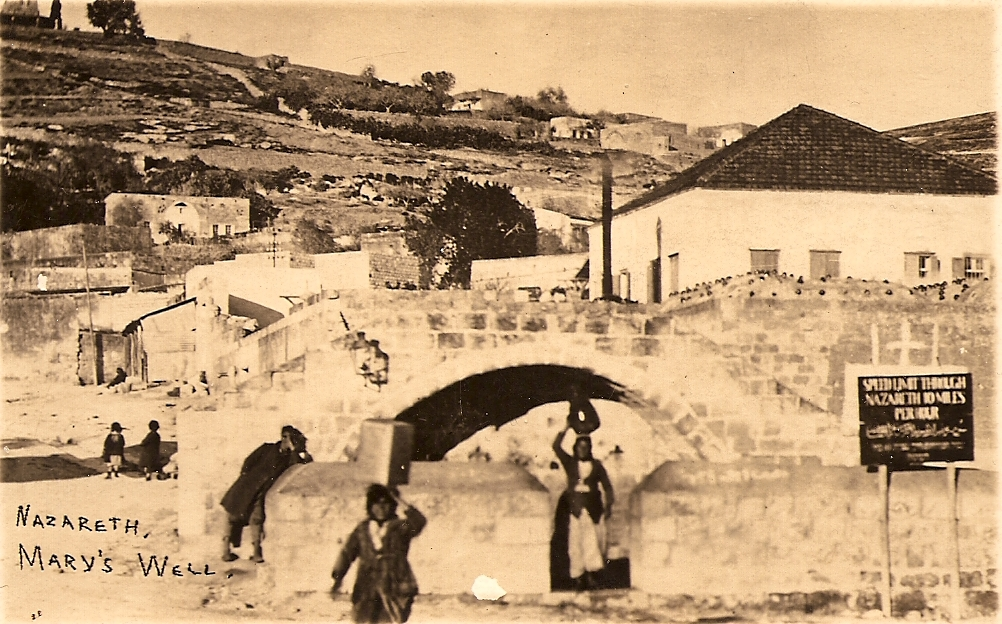
Carte postale représentant le puits de Marie à Nazareth, vers 1925, par Karimeh Abbud.

Non loin de là, une ancienne synagogue datant du temps des Croisés est transformée en église au XVIIIe siècle par les chrétiens de confession grecque. L'édifice serait bâti sur les ruines de la synagogue où se rendait la Sainte Famille et où le Christ aurait commencé à prêcher, suscitant le rejet de la foule (« Nul n'est prophète en son pays ») à la suite de ses propos sacrilèges.
Une tombe découverte sous le couvent des Sœurs de Nazareth à la fin du XIXe siècle, est appelée par la tradition locale chrétienne « tombe du Juste »,.

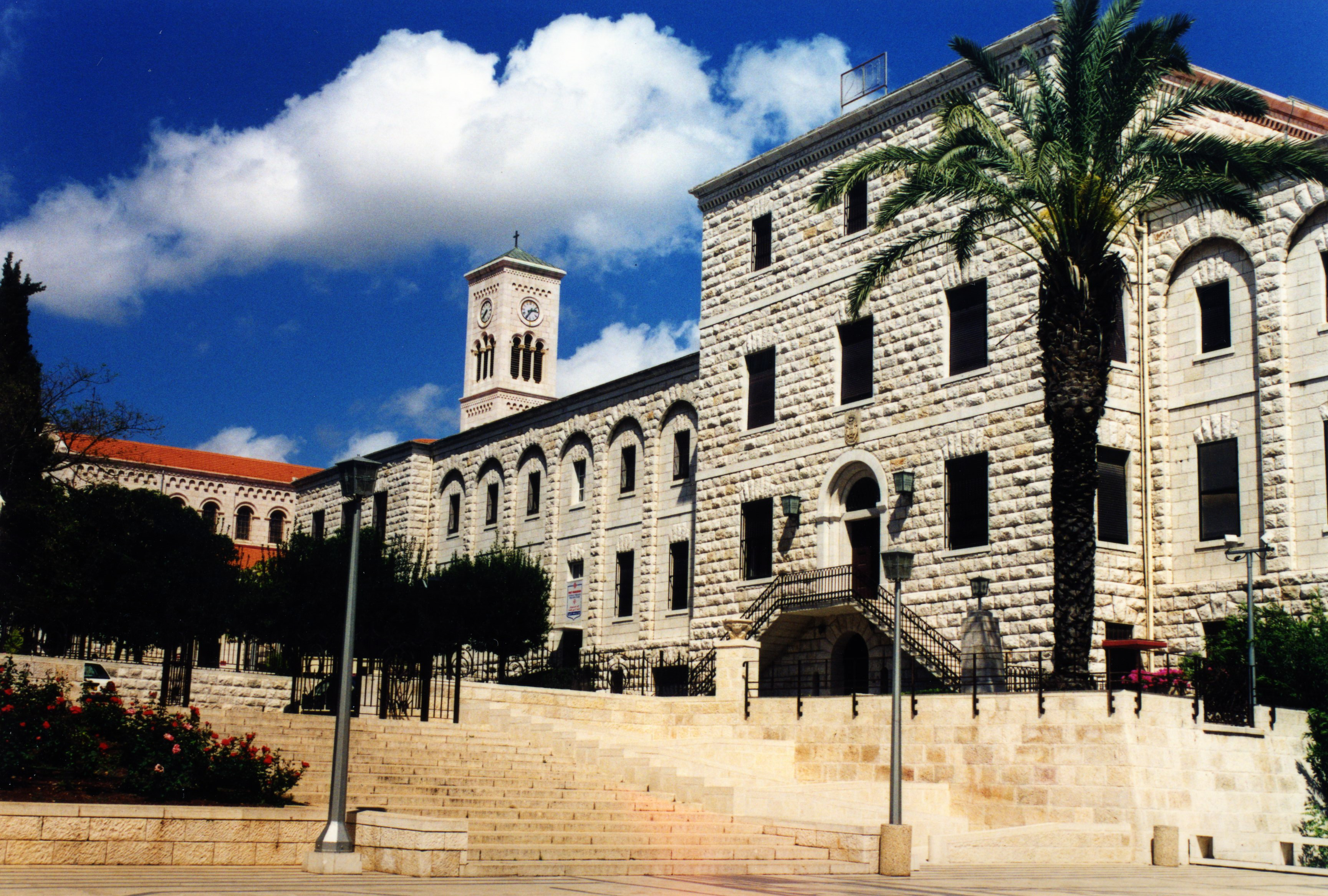
Nazareth.

L'église de l'Effroi (du temps des croisés : « saut du Seigneur ») commémore l'endroit d'où, selon la tradition chrétienne, la foule voulait précipiter le Christ afin de le tuer. La fontaine de Marie (en), est un monument public qui symbolise de Nazareth : avec son figuier pleureur, elle est l'emblème de la ville représenté sur son drapeau, ses bouches d'égoût. Sa source est abritée par une église orthodoxe.

## Démographie
En 1862, Nazareth compte trois mille habitants, dont plus de deux mille sont chrétiens.
Lors du recensement britannique de 1922, la population de Nazareth était de 7 424 habitants, dont 4 885 chrétiens, 2 486 musulmans et 53 juifs.
En 2009, le Bureau central des statistiques israélien rapporte que la population arabe de Nazareth était à 69 % musulmane et à 30,9 % chrétienne. En 2022, la population s'élève à  78 007 habitants.

## Personnalités liées à Nazareth

### Naissances
- Simon Srugi (1877-1943), frère salésien, enseignant, infirmier, vénérable catholique
- Michel Sabbah (1933), patriarche latin de Jérusalem de 1987 à 2008
- Hatem Joubran (1944), père des trois frères oudistes du Trio Joubran
- Tarik Kopty (1944), acteur
- Émile Shoufani (1947-2024), prêtre, directeur du collège Saint Joseph, y vit
- Michel Khleifi (1950), réalisateur
- Azmi Bishara (1956), homme politique
- Azmi Nassar (1957-2007), joueur et entraîneur de football
- Juliano Mer-Khamis (1958-2011), acteur, réalisateur, directeur de théâtre et militant politique
- Elia Suleiman (1960), réalisateur, scénariste et acteur
- Hany Abu-Assad (1961), réalisateur
- Rim Banna (1966-2018), chanteuse[58], compositrice et arrangeuse
- Ula Tabari (1970), actrice et réalisatrice
- Samir (1973), Wissam (1983) et Adnan Joubran (1985), les trois frères oudistes du Trio Joubran
- Saleem Abboud Ashkar (1976), pianiste et son frère Nabeel (1978), violoniste, membre du West-Eastern Divan Orchestra et directeur du conservatoire de musique Polyphony
- Ali Suliman (1977), acteur
- Doraid Liddawi (1984), acteur
- Loai Nofi (1985), acteur
- Elyanna (2002), chanteuse
- Asma Tubi,  écrivaine, poétesse et journaliste palestinienne.

### Autres
- Hiam Abbass (1960), actrice et réalisatrice, est née dans le village voisin de Deir Hanna, d'une famille originaire de Nazareth
- Karimeh Abbud (1896-1955), photographe, y a exercé son métier et y est morte

## Jumelages
- Florence (Italie).
- Beyrouth (Liban).
- Saint-Denis (Seine-Saint-Denis) (France).
- La Haye (Pays-Bas).
- Naplouse (Palestine).
- Harrisonburg (Virginie) (États-Unis).
- Baguio (Philippines).
- Częstochowa (Pologne).
- Neubrandenbourg (Allemagne).
- Loreto (Italie) (Italie).